# Shiba Yoshimasa
Shiba Yoshimasa est un nom japonais traditionnel ; le nom de famille (ou le nom d'école), Shiba, précède donc le prénom (ou le nom d'artiste).
Shiba Yoshimasa (斯波義将, 1350-1410) est un général et administrateur japonais de l'époque de Muromachi.

## Biographie
Il est le fils de Shiba Takatsune. Yoshimasa occupe le poste de kanrei dans l'administration du shogunat Ashikaga de 1379 à 1397.

## Source de la traduction
- (en) Cet article est partiellement ou en totalité issu de l’article de Wikipédia en anglais intitulé « Shiba Yoshimasa » (voir la liste des auteurs).